# Bernhard Fügenschuh
Bernhard Fügenschuh (* 27. Juni 1962 in Innsbruck) ist ein österreichischer Geologe. Seit dem 1. Oktober 2024 ist er Rektor der Universität Salzburg.

## Leben und Wirken
Fügenschuh schloss 1980 die Matura am Akademischen Gymnasium in Innsbruck ab und absolvierte anschließend den Wehrdienst beim Bundesheer. Von 1981 bis 1983 studierte er an der Universität Innsbruck Germanistik und dann bis 1991 Mineralogie und Petrographie. Am Institut für Mineralogie und Petrographie war er zeitweise Assistent. Seine 1991 abgeschlossene Diplomarbeit hatte den Titel Geochemie und Deformationsuntersuchungen an Gneisen und Amphiboliten des zentralen Oetztals (Sulztalkamm). 1995 schloss er an der ETH Zürich seine Dissertation zu Thermal and Kinematic History of the Brenner Area (Eastern Alps, Tyrol) ab, 1999 den Post-Doc an der Universität Basel, wo er bis 2005 Oberassistent am Geologisch-Paläontologischen Institut war. Seit 2005 ist er Professor für Strukturgeologie an der Universität Innsbruck. Fügenschuh ist verheiratet und hat drei Kinder.
2016 wurde er Vizerektor für Lehre und Studierende an der Universität Innsbruck. Er war Vorsitzender des Forums Lehre der Österreichischen Universitätenkonferenz. Im Juli 2024 wurde er vom Universitätsrat  zum Rektor der Universität Salzburg ab dem 1. Oktober 2024 für die bis 30. September 2028 dauernde Amtsperiode gewählt. Zu seiner Nachfolgerin als Vizerektorin für Lehre und Studierende an der Universität Innsbruck ab Oktober 2024 wurde Janette Walde gewählt.